# Olympiade d'échecs de 1976

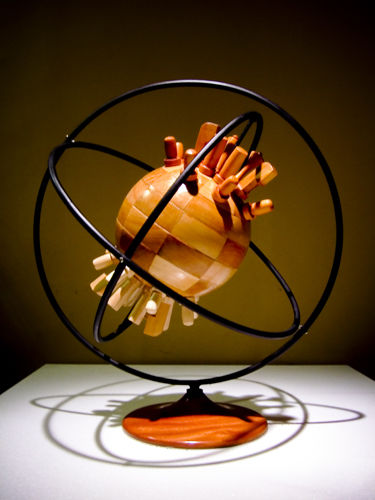
Plateau de jeu d'échecs en forme de globe.

L'Olympiade d'échecs de 1976 est une compétition mondiale par équipes et par pays organisée par la FIDE. Les pays s'affrontent sur 4 échiquiers par équipe de 6 joueurs (4 titulaires et 2 suppléants) repartie. Les équipes féminines ont 4 joueuses sur 3 échiquiers. Cette 22e Olympiade s'est déroulée du 26 octobre au 10 novembre 1976 à Haïfa en Israël.
Les points ne sont pas attribués au regard des résultats des matches inter-nations, mais en fonction des résultats individuels sur chaque échiquier (un point par partie gagnée, un demi-point pour une nulle, zéro point pour une défaite).

## Tournoi masculin

### Contexte
Cette Olympiade subit le contre-coup de la tension internationale entre les blocs de l'Est et de l'Ouest depuis la guerre du Kippour. La défection des pays arabes entraîne le boycott de l'URSS, tenante du titre, suivi de celles des pays de l'Est. 
Il faut noter toutefois la présence anecdotique de réfugiés ex-ressortissants soviétiques, notamment dans l'équipe israélienne (Liberzone et Dzindzihashvili) et celle des Pays-Bas, dans laquelle Sosonko réalise le meilleur score au 2e échiquier.
48 pays seulement participent à ce tournoi.
La compétition se déroule en poule unique sur 13 rondes selon le système suisse.
En l'absence des pays de l'Est, les États-Unis sont favoris, malgré la retraite de Fischer, toujours considéré à l'époque comme le meilleur joueur d'échecs au monde, et celle de leur champion national, Walter Browne.

### Résultats
| Rang | Équipe               | Points | Composition de l'équipe                                       |
| ---- | -------------------- | ------ | ------------------------------------------------------------- |
| 1er  | États-Unis           | 37     | Byrne, Kavalek, Evans, Tarjan, Lombardy, Commons              |
| 2e   | Pays-Bas             | 36,5   | Timman, Sosonko, Donner, Ree, Ligterink, Kuipers              |
| 3e   | Angleterre           | 35,5   | Miles, Keene, Hartston, Stean, Mestel, Nunn                   |
| 4e   | Argentine            | 33     | Najdorf, Panno, Quineros, Raul Sanguineti, Szmetan, Bronstein |
| 5e   | Allemagne de l'Ouest | 31     | Unzicker, Pachman, Kester, Mohrlok, Ostermeyer, Wockenfuss    |

Israël termine sixième avec 29,5 points. 
Les États-Unis dépassent sur le fil les Pays-Bas à la dernière ronde, malgré leur seule défaite contre ce pays. Les Pays-Bas et l'Angleterre n'ont, pour leur part, subi aucune défaite.

### Équipes francophones
La France termine 26e avec 26 points.
- Pour la France : Preissmann, Puhm, Seret, Goldenberg, Letzelter.

(Aldo Haïk, sélectionné pour le premier échiquier, ne s'est pas déplacé.)
- Pour la Belgique : Jan Rooze, Bernard De Bruycker, Roland Beyen, Fritz Van Seters, Roeland Mollekens, Helmut Schumacher.

## Tournoi féminin
23 pays sont représentés.
Ils sont répartis en trois groupes pour un premier tour. Les deux premiers de chaque groupe concourent pour la finale A, les deux suivants pour la finale B, etc.
| Classement final |            |      |
| 1er              | Israël     | 17   |
| 2e               | Angleterre | 11,5 |
| 3e               | Espagne    | 11,5 |

L'équipe israélienne est menée par Alla Kouchnir, qui avait déjà remporté les olympiades de 1969 et 1972 avec l'URSS. Ljuba Kristol, Olga Podrazhanskaia et Lea Nudelman complètent l'équipe.
L'équipe anglaise, deuxième, était composée de Jana Hartson, Sheila Jackson, Elaine Prichard et Susan Caldwell.
La France, 3e de son groupe, est versée en finale B et termine 14e au classement final. La Belgique finit 24e.